# Calcio Catania 1990-1991
Questa voce raccoglie le informazioni riguardanti il Calcio Catania nelle competizioni ufficiali della stagione 1990-1991.

## Stagione
Nella stagione 1990-1991 il Catania ha disputato il girone B della Serie C1, si è piazzato undicesimo in classifica con 33 punti, il torneo ha promosso in Serie B la Casertana con 45 punti, ed il Palermo con punti 43. Sulla panchina etnea viene confermato il brasiliano Angelo Benedicto Sormani, dal mercato arrivano Marino D'Aloisio dalla Sarzanese, Vincenzo Esposito dal Parma, Vincenzo Del Vecchio dalla Pro Cavese e Leonardo Vanzetto dall'Adelaide Nicastro. Il Catania ottiene 18 punti nel girone di andata e 15 nel girone discendente. Con questo andazzo raggiunge solo una tranquilla salvezza, senza mai esprimere velleità di promozione. Con 16 reti il miglior realizzatore stagionale è stato Loriano Cipriani 5 delle quali in Coppa Italia ed 11 centri in campionato. Nella Coppa Italia il Catania vince il girone P, poi nei sedicesimi di finale supera nel doppio confronto il Licata, cedendo a cavallo dell'anno nuovo al Palermo, negli ottavi di finale della manifestazione.

## Rosa
| N. |                   | Ruolo | Calciatore           |
| -- | ----------------- | ----- | -------------------- |
|    | Italia (bandiera) | P     | Mario Paradisi       |
|    | Italia (bandiera) | P     | Andrea Claudio Rizzo |
|    | Italia (bandiera) | D     | Marino D'Aloisio     |
|    | Italia (bandiera) | D     | Vincenzo Del Vecchio |
|    | Italia (bandiera) | D     | Mirko Mattei         |
|    | Italia (bandiera) | D     | Andrea Salvadori     |
|    | Italia (bandiera) | D     | Antonio Schio        |
|    | Italia (bandiera) | D     | Roberto Zuppardo     |
|    | Italia (bandiera) | C     | Danilo Biondi        |
|    | Italia (bandiera) | C     | Gaspare Cacciola     |
|    | Italia (bandiera) | C     | Luca Della Scala     |

| N. |                   | Ruolo | Calciatore        |
| -- | ----------------- | ----- | ----------------- |
|    | Italia (bandiera) | C     | Vincenzo Esposito |
|    | Italia (bandiera) | C     | Maurizio Manieri  |
|    | Italia (bandiera) | C     | Cristiano Patta   |
|    | Italia (bandiera) | C     | Fabio Perinelli   |
|    | Italia (bandiera) | C     | Angelo Sciuto     |
|    | Italia (bandiera) | C     | Leonardo Vanzetto |
|    | Italia (bandiera) | A     | Luca Cecconi      |
|    | Italia (bandiera) | A     | Loriano Cipriani  |
|    | Italia (bandiera) | A     | Santo Gianguzzo   |
|    | Italia (bandiera) | A     | Claudio Pelosi    |
|    | Italia (bandiera) | A     | Alfredo Smirni    |

## Risultati

### Campionato

#### Girone di andata
| Catania 16 settembre 1990 1ª giornata | Catania           | 0 – 0 | Monopoli | Stadio Cibali\| Arbitro: \| Collina (Bologna) \| |
| Arbitro:                              | Collina (Bologna) |       |          |                                                  |

| Arbitro: | Destro (Alessandria) |

|                                    |           |                                  |
| M. Scarpa 45’, 76’ Buoncammino 56’ | Marcatori | 51’ (rig.) Cipriani 56’ Esposito |

| Arbitro: | Russo (Pescara) |

|  |           |             |
|  | Marcatori | 46’ Levanto |

| Arbitro: | Rausa (Cosenza) |

|              |           |                          |
| Caramelli 6’ | Marcatori | 10’ Salvadori 21’ Pelosi |

| Arbitro: | Colbertaldo (Bassano del Grappa) |

|                                |           |  |
| Solimeno 66’ (aut.) Pelosi 90’ | Marcatori |  |

| Arbitro: | Brasca (Busto Arsizio) |

|                     |           |                         |
| Bizzarri 51’ (rig.) | Marcatori | 13’ Pelosi 41’ Esposito |

| Arbitro: | Ercolino (Cassino) |

|              |           |  |
| Cipriani 30’ | Marcatori |  |

| Arbitro: | Bolognino (Milano) |

|                                      |           |             |
| Fermanelli 63’ (rig.) Pannitteri 81’ | Marcatori | 83’ Cecconi |

| Arbitro: | Nepi (Ascoli Piceno) |

|             |           |  |
| Alberti 25’ | Marcatori |  |

| Arbitro: | Misticoni (Ascoli Piceno) |

|                     |           |  |
| Cipriani 90’ (rig.) | Marcatori |  |

| Arbitro: | Contente (Salerno) |

|                                               |           |                                       |
| Dossena 3’ D'Este 25’ Lomonaco 31’ Talevi 72’ | Marcatori | 48’ Manieri 67’ Perinelli 84’ Cecconi |

| Arbitro: | Brignoccoli (Ancona) |

|              |           |  |
| Cipriani 42’ | Marcatori |  |

| Catania 16 dicembre 1990 13ª giornata | Catania             | 0 – 0 | Licata | Stadio Cibali\| Arbitro: \| Pisacreta (Salerno) \| |
| Arbitro:                              | Pisacreta (Salerno) |       |        |                                                    |

| Arbitro: | Gregori (Piacenza) |

|              |           |  |
| Scattini 32’ | Marcatori |  |

| Arbitro: | Mangerini (Brescia) |

|                        |           |            |
| Cipriani 17’ Schio 57’ | Marcatori | 53’ Meluso |

| Arbitro: | Lana (Torino) |

|                                    |           |                     |
| De Falco 2’ Mucciarelli 74’ (rig.) | Marcatori | 69’ (rig.) Cipriani |

| Arbitro: | Braschi (Prato) |

|                         |           |               |
| Pelosi 24’ Esposito 28’ | Marcatori | 53’ Carpineta |

#### Girone di ritorno
| Monopoli 3 febbraio 1991 18ª giornata | Monopoli        | 0 – 0 | Catania | Stadio Vito Simone Veneziani\| Arbitro: \| Gronda (Genova) \| |
| Arbitro:                              | Gronda (Genova) |       |         |                                                               |

| Arbitro: | Bonfrisco (Monza) |

|                                  |           |  |
| Cecconi 15’, 42’, 49’ Pelosi 51’ | Marcatori |  |

| Caserta 17 febbraio 1991 20ª giornata | Casertana         | 0 – 0 | Catania | Stadio Alberto Pinto\| Arbitro: \| D'Agostini (Roma) \| |
| Arbitro:                              | D'Agostini (Roma) |       |         |                                                         |

| Arbitro: | Rossi (Rovigo) |

|                        |           |                        |
| Cecconi 26’ Pelosi 36’ | Marcatori | 11’ Pochesci 62’ Forte |

| Arbitro: | Rausa (Cosenza) |

|                |           |  |
| Cancellato 57’ | Marcatori |  |

| Arbitro: | Brignoccoli (Ancona) |

|                |           |                                                    |
| Del Vecchio 6’ | Marcatori | 12’, 31’ Mazzucato 38’ (rig.) Bizzarri 79’ Milazzo |

| Arbitro: | Racalbuto (Gallarate) |

|  |           |                                                 |
|  | Marcatori | 11’ Cecconi 15’, 59’ (rig.) Cipriani 87’ Pelosi |

| Arbitro: | Curotti (Piacenza) |

|              |           |  |
| Cipriani 79’ | Marcatori |  |

| Arbitro: | Bortoli (Schio) |

|              |           |  |
| Cipriani 52’ | Marcatori |  |

| Arbitro: | Bizzotto (Castelfranco Veneto) |

|                                |           |                                     |
| Mollica 43’ Fontana 67’ (rig.) | Marcatori | 56’ (rig.) Cipriani 80’ Del Vecchio |

| Arbitro: | Repace (Perugia) |

|               |           |             |
| Perinelli 78’ | Marcatori | 7’ Lomanaco |

| Arbitro: | Conocchiari (Macerata) |

|                             |           |  |
| Lunerti 2’, 20’ Cangini 50’ | Marcatori |  |

| Arbitro: | Cavanna (Roma) |

|                        |           |  |
| Auteri 30’ Tudisco 75’ | Marcatori |  |

| Arbitro: | Introvigne (Conegliano) |

|             |           |                                 |
| Cecconi 58’ | Marcatori | 27’ Scattini 91’ (rig.) Luperto |

| Casarano 26 maggio 1991 32ª giornata | Casarano       | 0 – 0 | Catania | Stadio Giuseppe Capozza\| Arbitro: \| Cirotti (Roma) \| |
| Arbitro:                             | Cirotti (Roma) |       |         |                                                         |

| Arbitro: | Nepi (Ascoli Piceno) |

|           |           |               |
| Schio 22’ | Marcatori | 10’ Bresciani |

| Arbitro: | Adamu (Cagliari) |

|                               |           |             |
| Mastini 8’ Francabandiera 31’ | Marcatori | 38’ Cecconi |

### Coppa Italia
| Arbitro: | Contente (Salerno) |

|             |           |  |
| Murfone 69’ | Marcatori |  |

| Arbitro: | Forte (Marsala) |

|            |           |  |
| Pelosi 28’ | Marcatori |  |

| Arbitro: | Pellegrino (Barcellona Pozzo di Gotto) |

|            |           |                                          |
| Pincio 73’ | Marcatori | 15’ Cipriani 19’ Perinelli 39’ Polverosi |

| Arbitro: | Saia (Palermo) |

|                     |           |            |
| Cipriani 53’ (rig.) | Marcatori | 74’ Strada |

| Arbitro: | Griffo (Palermo) |

|  |           |              |
|  | Marcatori | 68’ Cipriani |

| Arbitro: | Cavanna (Roma) |

|            |           |               |
| Pelosi 20’ | Marcatori | 40’ Bianchini |

| 9 settembre 1990 7ª giornata |  | – Turno di riposo Catania |  |  |

### Sedicesimi di Finale
| Arbitro: | Morello (Ragusa) |

|               |           |              |
| Scichilone 6’ | Marcatori | 85’ Esposito |

| Arbitro: | Moretti (Cosenza) |

|                                       |           |               |
| Cipriani 56’ Perinelli 67’ Biondi 89’ | Marcatori | 5’ Figliomeni |

### Ottavi di Finale
| Arbitro: | Cavanna (Roma) |

|                       |           |  |
| Paolucci 76’ Favo 82’ | Marcatori |  |

| Arbitro: | Baglieri (Tivoli) |

|              |           |  |
| Esposito 63’ | Marcatori |  |